# Daniel Price
Daniel (Dan) Price (geboren in Vale of Evesham in het Britse graafschap Worcestershire) is een Brits componist, muziekpedagoog, tubaïst, contrabassist en klarinettist.

## Levensloop
Price speelde in zijn jonge jaren aanvankelijk trombone, maar stapte al spoedig over op de tuba en werd lid van de jeugdband Perscoran Brass. Na een paar jaar ervaring in deze jeugdband sloot hij zich aan bij de Alcester Victoria Silver Band en niet veel later bij de City of Coventry Band. Op de middelbare school leerde hij zowel de contrabas alsook de klarinet te bespelen en hij ontwikkelde een grote belangstelling voor compositie en bewerking van muziek.
Hij kreeg een opleiding als bedrijfsleider horeca en maakte verder muziek. Naast zijn medewerking in verschillende brassbands in de regio richtte hij een eigen dansorkest op, dat vooral muziek uit de jaren twintig en dertig in de vorm van eigen bewerkingen en transcripties uitvoerde. Ook als jazzmusicus ontwikkelde hij zich op de sousafoon, de contrabas en het bassaxofoon in verschillende ensembles en vooral in het international bekende Pasadena Roof Orchestra.
In 2003 besloot hij muziek te gaan studeren aan de Universiteit van Salford in Salford. Kort voor zijn einddiploma bewerkte hij That’ll Do uit de film Babe voor de Black Dyke Band. Nadat hij zijn einddiploma had behaald, won hij in de The Mouthpiece March competition in 2005 met de titel The Traditional en kwam hij in de finale van de Brighouse and Rastrick’s 125th anniversary composers’ competition in 2006 met zijn werk Celebration Prelude. In 2008 behaalde hij zijn Master of Music in compositie bij Peter Graham.
Tegenwoordig werkt hij als componist aan vele opdrachten van de top brassbands van Groot-Brittannië en als componist verbonden aan de Cory Band.

## Composities

### Werken voor brassband
- 2005 - The Traditional, mars
- 2006 - Celebration Prelude, voor brassband
- 2007 - An Elgar Portrait, suite voor brassband (Het werk was verplicht gesteld tijdens de Swiss National Brass Band Championships (4e divisie) in 2007 en tijdens de Pontins Championships (4e divisie) in 2008)
  1. Introduction – Hollybush Hill
  2. Elegy – Broadheath
  3. March – Worcester Cathedral
- 2008 - New World Sketches, voor brassband (Het was het verplicht werk tijdens de Regional Championships of Great Britain in 2009 en de Franse Nationale Brassband Kampioenschappen in 2009)
  1. Sidewalk
  2. The Deep South
  3. Rodeo
- 2008 - An American Tale, huldiging aan de Amerikaanse Burgeroorlog voor spreker en brassband
- 2008 - Sunrise over Blue Ridge
- 2009 - Moonbeams